# 临淄齐国故城
临淄齐国故城位于中国山东省淄博市临淄区，为齐国都城遗址。故城分大、小城两部分，小城在大城西南，其东北与大城西南连接。两城总面积15平方公里。辟11门。城外建护城河。小城为宫殿区，有街道三条，现存“桓公台”遗址，台高14米，椭圆形。附近有大量夯土遗址。大城为居民区和生产区，现发现七条街道和6处手工作坊遗址。大城内尚存两处古墓葬，均为春秋时期，其中东北部墓地已探明二十座大中型墓葬，一座大墓已进行发掘。